# About Time (telenovela)
About Time (hangul: 멈추고 싶은 순간: 어바웃타임; rr: Meomchugo Sipeun Sungan: Eobauttaim) é uma telenovela sul-coreana exibida pela emissora tvN de 21 de maio a 10 de julho de 2018, com um total de dezesseis episódios. É estrelada por Lee Sang-yoon e Lee Sung-kyung.

## Enredo
Choi Michaela (Lee Sung-kyung) é uma atriz musical que tem a habilidade especial de ver o tempo de vida de uma pessoa, incluindo o dela mesma. Ela conhece Lee Do-ha (Lee Sang-yoon), um homem que possui a capacidade de conseguir parar o tempo restante de vida dela, fazendo com que os dois se unam pelo amor.

## Elenco

### Elenco principal
- Lee Sang-yoon como Lee Do-ha
  - Moon Woo-jin como Do-ha (jovem)
- Lee Sung-kyung como Choi Michaela
- Kim Dong-jun como Jo Jae-yoo
- Im Se-mi como Bae Soo-bong
- Han Seung-yeon como Jeon Sung-hee
- Kim Ro-woon como Choi Wee-jin

### Elenco de apoio

#### A família de Do-ha
- Jung Dong-hwan como Lee Seon-moon
- Min Sung-wook como Lee Do-bin
  - Kim Ji-wan como Lee Do-bin (jovem)
- Jung Moon-sung como Yoon Do-san
  - Lee Min-sung como Yoon Do-san (jovem)
- Kim Sa-hee como Kim Hye-young

#### A família de Michaela
- Na Young-hee como Jin Ra-hee

#### Pessoas em torno de Do-ha
- Tae In-ho como Park Sung-bin
- Kang Ki Doong como Park Woo-jin
- Kim Gyu-ri como Kim Joon-ah

#### Pessoas em torno de Michaela
- Kim Hae-sook como Oh So-nyeo

#### Elenco estendida
- Jang Gwang como Park Sun-saeng
- Oh Ah-rin como Yoon Ah-in
- Yu Xiaoguang como Zhang Qiang

## Trilha sonora
A trilha sonora de About Time foi lançada dividida em cinco partes, cada uma contendo uma canção e sua respectiva versão instrumental, lançadas entre 22 de maio a 26 de junho de 2018. 
| Lista de faixas |                             |                                    |                                   |                |         |  |
| N.º             | Título                      | Letras                             | Música                            | Artista        | Duração |  |
| 1.              | "Amazing Thing" (신기한 일) | Lee Sang-hoon                      | Lee Sang-hoon, Choi Hye-sung      | Kim E-Z ( ko)  | 03:14   |  |
| 2.              | "Yesterday"                 | Mathi, Park Geun-chul, Jung Su-min | Park Geun-chul, Jung Su-min       | Park Bo-ram    | 04:16   |  |
| 3.              | "Maybe"                     | RUNY, Park Geun-chul, Jung Su-min  | Park Geun-chul, Jung Su-min, RUNY | Hui (Pentagon) | 04:21   |  |
| 4.              | "Tears Flow" (눈물이 나)    | Mackelli                           | Mackelli                          | Mackelli       | 03:40   |  |
| 5.              | "My Room"                   | Mathi, Park Geun-chul, Jung Su-min | Park Geun-chul, Jung Su-min       | Hong Dae-kwang | 03:35   |  |

## Recepção
Na tabela abaixo, os números azuis representam as audiências mais baixas e os números vermelhos representam as audiências mais elevadas.
| Episódio | Data de transmissão original | Audiência média | Audiência média | Audiência média    | Audiência média |
| Episódio | Data de transmissão original | AGB Nielsen     | AGB Nielsen     | Classificação TNmS |                 |
| Episódio | Data de transmissão original | Em todo o país  | Seul            | Classificação TNmS |                 |
| -------- | ---------------------------- | --------------- | --------------- | ------------------ | --------------- |
| 1        | 21 de maio de 2018           | 1.766%          | 2.249%          | 2.8%               |                 |
| 2        | 22 de maio de 2018           | 2.103%          | 2.842%          | 2.4%               |                 |
| 3        | 28 de maio de 2018           | 1.338%          | 1.327%          | 2.0%               |                 |
| 4        | 29 de maio de 2018           | 1.491%          | 1.766%          | 2.5%               |                 |
| 5        | 4 de junho de 2018           | 1.483%          | 1.595%          | 1.8%               |                 |
| 6        | 5 de junho de 2018           | 1.652%          | 2.098%          | 2.0%               |                 |
| 7        | 11 de junho de 2018          | 1.452%          | 1.493%          | —                  |                 |
| 8        | 12 de junho de 2018          | 2.083%          | 2.344%          | —                  |                 |
| 9        | 18 de junho de 2018          | 0.887%          | 1.206%          | —                  |                 |
| 10       | 19 de junho de 2018          | 1.628%          | 1.562%          | —                  |                 |
| 11       | 25 de junho de 2018          | 1.262%          | 1.380%          | 1.7%               |                 |
| 12       | 26 de junho de 2018          | 1.888%          | 1.952%          | 2.3%               |                 |
| 13       | 2 de julho de 2018           | 1.838%          | 1.828%          | —                  |                 |
| 14       | 3 de julho de 2018           | 1.491%          | 1.739%          | —                  |                 |
| 15       | 9 de julho de 2018           | 1.239%          | 1.574%          | —                  |                 |
| 16       | 10 de julho de 2018          | 1.771%          | 1.985%          | —                  |                 |
| Média    | Média                        | 1.586%          | 1.809%          | —                  |                 |

## Produção
A primeira leitura do roteiro de About Time foi realizada em fevereiro de 2018. O ator Lee Seo-won, escalado para desempenhar o papel coadjuvante de Jo Jae-yoo, foi retirado da produção e substituído pelo ator Kim Dong-jun, que refilmou todas as suas cenas. Seo-won foi retirado de About Time devido a acusações criminais movidas contra ele.